# 2292 Seili
A 2292 Seili (ideiglenes jelöléssel 1942 RM) a Naprendszer kisbolygóövében található aszteroida. Yrjö Väisälä fedezte fel 1942. szeptember 7-én.